# Conus janus
Espèce
Statut de conservation UICN

 LC  : Préoccupation mineure
Conus janus est une espèce de mollusques gastéropodes marins de la famille des Conidae.
Comme toutes les espèces du genre Conus, ces escargots sont prédateurs et venimeux. Ils sont capables de « piquer » les humains et doivent donc être manipulés avec précaution, voire pas du tout.

## Description
La taille de la coquille varie entre 37 mm et 80 mm. La spire maculée est élevée de façon concave et striée. Le verticille étroit a un épaulement arrondi, et est distalement sulcéré en dessous. La coquille est blanchâtre ou jaunâtre, indistinctement tri-bandée par des marques longitudinales brun jaunâtre ou châtaigne. .

## Distribution
Cette espèce marine est présente dans le bassin des Mascareignes. au large du sud-est de l'[Inde] et des Philippines.

### Niveau de risque d’extinction de l’espèce
Selon l'analyse de l'UICN réalisée en 2011 pour la définition du niveau de risque d'extinction, cette espèce est présente dans des populations fragmentées à travers l'océan Indien. Des données ont été recueillies sur des spécimens de Madagascar, du Mozambique et de l'Inde. Elle a une large aire de répartition et n'a actuellement aucune menace majeure connue pour sa population. Elle a donc été évaluée comme étant de préoccupation mineure.

## Taxonomie

### Publication originale
L'espèce Conus janus a été décrite pour la première fois en 1792 par le conchyliologiste danois Christian Hee Hwass (1731-1803) dans la publication intitulée « Encyclopédie méthodique ou par ordre de matières Histoire naturelle des vers - volume 1 » écrite par le naturaliste français Jean-Guillaume Bruguière (1750-1798),.

### Synonymes
- Asprella janus (Hwass, 1792) · non accepté
- Conus (Phasmoconus) janus Hwass, 1792 · appellation alternative
- Conus latifasciatus G. B. Sowerby II, 1858 · non accepté (synonym of Conus janus)
- Graphiconus janus (Hwass, 1792) · non accepté
- Hermes janus (Hwass, 1792) · non accepté